# Zborówek (przystanek kolejowy)
Zborówek – dawny przystanek kolejki wąskotorowej w Zborówku Nowym, w gminie Pacanów, w powiecie buskim, w województwie świętokrzyskim.